# Josip Barač
Josip Barač (Split, 31. kolovoza 1871. – Split, 1. lipnja 1939.), hrvatski filolog, publicist, prevoditelj, satiričar, epigramist, političar, književnik (pjesnik), športski dužnosnik, likovni i kazališni kritičar, enigmatičar i poliglot.

## Životopis
Rodio se je u Splitu 1871. godine od oca Mate i majke Jelene. U Splitu je pohađao talijansku osnovnu školu i sjemenišnu klasičnu gimnaziju. Studirao je klasične jezike u Zagrebu, Beču i Grazu. Diplomirao je klasičnu filologiju. Bio je profesor na splitskoj Klasičnoj gimnaziji i sudski tumač za latinski, njemački, francuski i engleski jezik. Radio je i kao vodič po Splitu.
Josip Barač bio je domoljub koji se družio s Ivom Grisogonom, Silvijom Bulatom, Dušanom Mangerom i Ivom Staliom (jedan od utemeljitelja te prvi i dugogodišnji predsjednik Gusara 1914. – 1941.). Zajedno s njima pokrenuo je akciju vrednovanja Luke Botića, hrv. pjesnika i političara, jer ondašnja mladež poistovjećivala se s Botićevom borbom koju je vodio u Saboru za sjedinjenje Dalmacije s ostatkom Hrvatske. Zbog svojih nacionalnih uvjerenja, Barača su austrijske vlasti bile zatvorile. Ni to nije bio jedini put kad je pretrpio režimski udar. Zbog svog neprijateljstva prema Austro-Ugarskoj morao je svoj profesorski staž u Splitu prekinuti 1913. godine premještanjem u Zadar gdje je predavao u Klasičnoj gimnaziji. Bilo je to zbog satiričnog teksta “Pajacu”, koji je objavio u šibenskoj “Hrvatskoj riči”, kojim je ismijao Antonija Stražičića, urednika “Našeg jedinstva”, lojalnog austrijskoj politici. Poslije rata Barač je opet radio u splitskoj gimnaziji.
Josip Barač ostao je upamčen najviše kao Hajdukov krsni kum, zbog imena “Hajduk”  koje je dao splitskom nogometnom klubu osnovanom 1911. godine, a godinu dana kasnije dao je ime i Gusaru. Istakao se neobičnom ljubavlju prema športu. Prema svjedočenjima Ive Tijardovića, toliko je volio šport da je splitskoj mladeži prenosio znanje igranja na pentekošte i kende, igrama pretečama nogometa u Splitu.
Pjesme i glende objavio je u Duji Balavcu i Štandarcu. Pisao je članke za Novo doba. Napisao je 1903. koračnicu Marjane, Marjane! za koju je bilo predviđeno da ju uglazbi Josip Hatze. Zagonetačke uradke pisao je pod pseudonimom Marul a satiričke kao Bepo Getar. Kao prevoditelj bio je osobita ugleda, pa ga je i sam kralj uzeo za prevoditelja. Prevodio je rimske klasike kao što su Vergilije, Horacije Flak, Tacit i ine.
Bio je gradski vijećnik, član općinskog upraviteljstva a 1912. predsjednik općine. U Splitu je ostavio traga sudjelovanjem po različitim forumima i dužnostima koje su se bavile pitanjima urbanizma, književnosti, športa, arhitekture, umjetnosti, knjižničarstva, arheologije i dr. Osobito se zalagao za to da Split dobije knjižnicu. Svoju je knjižnicu poklonio Gradskoj knjižnici, a i materijalno je pomagao njenu izgradnju.
Prisilno je umirovljen 1927., a reaktiviran 1930. godine. Zaposlio ga je don Frane Bulić u Arheološkom muzeju u Splitu kao čitača starohrvatskih natpisa. Bulić nije zaboravio Baračevu pripomoć kad su on (Bulić), Barač i Ivan Kržanić nakon otrkića kapitalnog spomenika starohrvatske povijesti, sarkofaga kraljice Jelene, dali prvo čitanje latinskog natpisa.
Radio je na ostvarivanju komunikacije s Hrvatima u Molizeu. 1904. je godine s Vidovićem i Josipom Smodlakom posjetio tu hrvatsku zajednicu, a o tom je objavio i rad Hrvatske kolonije u Italiji.
Josip Barač ima zasluga i za uređenje i pošumljavanje Marjana za čije je uređenje zaslužan liječnik Jakša Račić, koji se kasnije priklonio četnicima, a 1943. su ga ubili partizani u Splitu.
Josip Barač preminuo je 1939. od posljedica prometne nesreće na cesti za Trogir na ispračaju rumunjskog ministra Petrescua. Kad je poginuo, zastava na vrhu Marjana bila je spuštena na pola stijega a po splitskim javnim ustanovama zastave su izvješene s crnim florom.
U seriji Velo misto lik Josipa Barača glumio je Uglješa Kojadinović.

## Djela
Izbor iz djela: 
- Hrvatske kolonije u Italiji
- U kolijevci hrvatske povjesnice.

## Nagrade i priznanja
- Red sv. Save V. stupnja (1921.)
- Red sv. Save III. stupnja (1927.)
- Komandir reda Nichan iftikhar (1933.)
- Orden viteza Legije časti (Francuska) (1935.)
- Veliki križ Rumunjske krune (1938.).